# Gambia Independence Act 1964
Der Gambia Independence Act 1964 (1964, Kapitel 93) ist ein Gesetz, das 1964 vom britischen Parlament verabschiedet wurde. Es trat am 17. Dezember 1964 in Kraft. Mit dem Gesetz wurden Vorbereitungen für die vollständige Unabhängigkeit Gambias getroffen sowie die Aufnahme in den Staatenbund Commonwealth of Nations. Bis 1965 war Gambia eine Kronkolonie des Vereinigten Königreichs.